# Ruwe langsnuitsnavelhaai
De ruwe langsnuitsnavelhaai (Deania hystricosa) is een vis uit de familie van zwelghaaien en snavelhaaien (Centrophoridae) en behoort derhalve tot de orde van doornhaaiachtigen (Squaliformes). De vis kan een lengte bereiken van 84 centimeter.

## Leefomgeving
De ruwe langsnuitsnavelhaai is een zoutwatervis. De vis prefereert diep water en komt voor in de Grote en Atlantische Oceaan op dieptes tussen 600 en 1000 meter.

## Relatie tot de mens
De ruwe langsnuitsnavelhaai is voor de visserij van beperkt commercieel belang. In de hengelsport wordt er weinig op de vis gejaagd.